# Richard Grey
Richard Grey (1457 – Pontefract, 25 giugno 1483) è stato un politico inglese.

## Biografia
Era figlio di John Grey di Groby, cavaliere lancasteriano, e di Elisabetta Woodville. Sua madre era la figlia maggiore di Richard Woodville, primo conte di Rivers e Giacometta di Lussemburgo, vedova di Giovanni Plantageneto, I duca di Bedford.
Dopo la morte di suo padre, sua madre si risposò con Edoardo IV d'Inghilterra divenendo regina d'Inghilterra.
La prima apparizione pubblica di Richard fu per le celebrazioni in onore del fratellastro Riccardo come duca di York nel 1474.
Richard Grey fu fatto cavaliere nel 1475 e fu nominato per quattro volte membro dell'Ordine della Giarrettiera tra il 1476 ed 1482.
Il suo ruolo politico iniziò nel 1475, quando prestò servizio in Galles e nelle contee di frontiera come membro del consiglio del fratellastro Edoardo.
Ricoprì il ruolo di Giudice di Pace nel Herefordshire dal 1475 e partecipò alle sedute per raggiungere la pace ad Hereford e Ludlow nel 1476 e nel 1477.
Nel 1479 venne nominato conestabile del castello di Chester e prese parte a diverse commissioni giudiziarie nella regione.
Nel 1482 gli venne garantita la signoria gallese di Kidwelly e gli venne dato un ruolo rilevante nell'educazione del principe del Galles. Gli vennero conferiti in quello stesso anno i manieri degli Holland in Essex e Northamptonshire.
Dopo la morte del patrigno Edoardo IV, mentre accompagnava il fratellastro Edoardo V a Londra con suo zio Antonio Woodville, venne arrestato dal fratello del defunto re Riccardo, duca di Gloucester il 30 aprile 1483. Con Rivers venne imprigionato nel nord dell'Inghilterra e nel giro di poche settimane i terreni dei Grey vennero distribuiti ad altri nobili.
Dopo l'ascesa del nuovo re col nome di Riccardo III, Grey e suo zio vennero giustiziati nel castello di Pontefract il 25 giugno 1483.

## Ascendenza
|                                                  |                   |                                             | Genitori                                               |  |  | Nonni |  |  | Bisnonni                                |  |  | Trisnonni                              |  |
|                                                  |                   |                                             |                                                        |  |  |       |  |  | Reynold Grey, III barone Grey di Ruthin |  |  | Reynold Grey, II barone Grey di Ruthin |  |
|                                                  |                   |                                             |                                                        |  |  |       |  |  | Reynold Grey, III barone Grey di Ruthin |  |  | Reynold Grey, II barone Grey di Ruthin |  |
|                                                  |                   | Alianore Lestrange                          |                                                        |  |  |       |  |  | Reynold Grey, III barone Grey di Ruthin |  |  |                                        |  |
| Edward Grey                                      |                   |                                             |                                                        |  |  |       |  |  | Reynold Grey, III barone Grey di Ruthin |  |  |                                        |  |
|                                                  |                   | Joan de Astley                              | William of Astley, IV lord Astley                      |  |  |       |  |  |                                         |  |  |                                        |  |
|                                                  |                   | Joan de Astley                              | William of Astley, IV lord Astley                      |  |  |       |  |  |                                         |  |  |                                        |  |
|                                                  |                   | Joan de Astley                              | Joan Willoughby                                        |  |  |       |  |  |                                         |  |  |                                        |  |
| John Grey                                        |                   | Joan de Astley                              |                                                        |  |  |       |  |  |                                         |  |  |                                        |  |
|                                                  |                   | Henry Ferrers                               | William Ferrers, V barone Ferrers di Groby             |  |  |       |  |  |                                         |  |  |                                        |  |
|                                                  |                   | Henry Ferrers                               | William Ferrers, V barone Ferrers di Groby             |  |  |       |  |  |                                         |  |  |                                        |  |
|                                                  |                   | Henry Ferrers                               | Philippa Clifford                                      |  |  |       |  |  |                                         |  |  |                                        |  |
| Elizabeth Ferrers, VI baronessa Ferrers di Groby |                   | Henry Ferrers                               |                                                        |  |  |       |  |  |                                         |  |  |                                        |  |
|                                                  |                   | Isabel de Mowbray                           | Thomas de Mowbray, I duca di Norfolk                   |  |  |       |  |  |                                         |  |  |                                        |  |
|                                                  |                   | Isabel de Mowbray                           | Thomas de Mowbray, I duca di Norfolk                   |  |  |       |  |  |                                         |  |  |                                        |  |
|                                                  |                   | Isabel de Mowbray                           | Elizabeth FitzAlan                                     |  |  |       |  |  |                                         |  |  |                                        |  |
| Richard Grey                                     |                   | Isabel de Mowbray                           |                                                        |  |  |       |  |  |                                         |  |  |                                        |  |
|                                                  | Richard Wydeville | John Wydeville                              |                                                        |  |  |       |  |  |                                         |  |  |                                        |  |
|                                                  | Richard Wydeville | John Wydeville                              |                                                        |  |  |       |  |  |                                         |  |  |                                        |  |
|                                                  | Richard Wydeville | Isabel Godard                               |                                                        |  |  |       |  |  |                                         |  |  |                                        |  |
| Richard Woodville, I conte di Rivers             | Richard Wydeville |                                             |                                                        |  |  |       |  |  |                                         |  |  |                                        |  |
|                                                  |                   | Joan Bedlisgate                             | John Bedlisgate                                        |  |  |       |  |  |                                         |  |  |                                        |  |
|                                                  |                   | Joan Bedlisgate                             | John Bedlisgate                                        |  |  |       |  |  |                                         |  |  |                                        |  |
|                                                  |                   | Joan Bedlisgate                             | Joan Beauchamp                                         |  |  |       |  |  |                                         |  |  |                                        |  |
| Elizabeth Woodville                              |                   | Joan Bedlisgate                             |                                                        |  |  |       |  |  |                                         |  |  |                                        |  |
|                                                  |                   | Pierre I di Lussemburgo, conte di Saint Pol | Jean di Lussemburgo, conte di Saint Pol                |  |  |       |  |  |                                         |  |  |                                        |  |
|                                                  |                   | Pierre I di Lussemburgo, conte di Saint Pol | Jean di Lussemburgo, conte di Saint Pol                |  |  |       |  |  |                                         |  |  |                                        |  |
|                                                  |                   | Pierre I di Lussemburgo, conte di Saint Pol | Margherita d'Enghien, contessa di Brienne e Conversano |  |  |       |  |  |                                         |  |  |                                        |  |
| Jacquette di Lussemburgo                         |                   | Pierre I di Lussemburgo, conte di Saint Pol |                                                        |  |  |       |  |  |                                         |  |  |                                        |  |
|                                                  |                   | Margherita del Balzo                        | Francesco I del Balzo, duca d'Andria                   |  |  |       |  |  |                                         |  |  |                                        |  |
|                                                  |                   | Margherita del Balzo                        | Francesco I del Balzo, duca d'Andria                   |  |  |       |  |  |                                         |  |  |                                        |  |
|                                                  |                   | Margherita del Balzo                        | Sveva Orsini                                           |  |  |       |  |  |                                         |  |  |                                        |  |
|                                                  |                   | Margherita del Balzo                        |                                                        |  |  |       |  |  |                                         |  |  |                                        |  |